# نوک‌شاخ نوک‌مات
 نوک‌شاخ نوک‌مات (نام علمی: Tockus pallidirostris) نام یک گونه از تیره نوک‌شاخ است.